# 아르테른

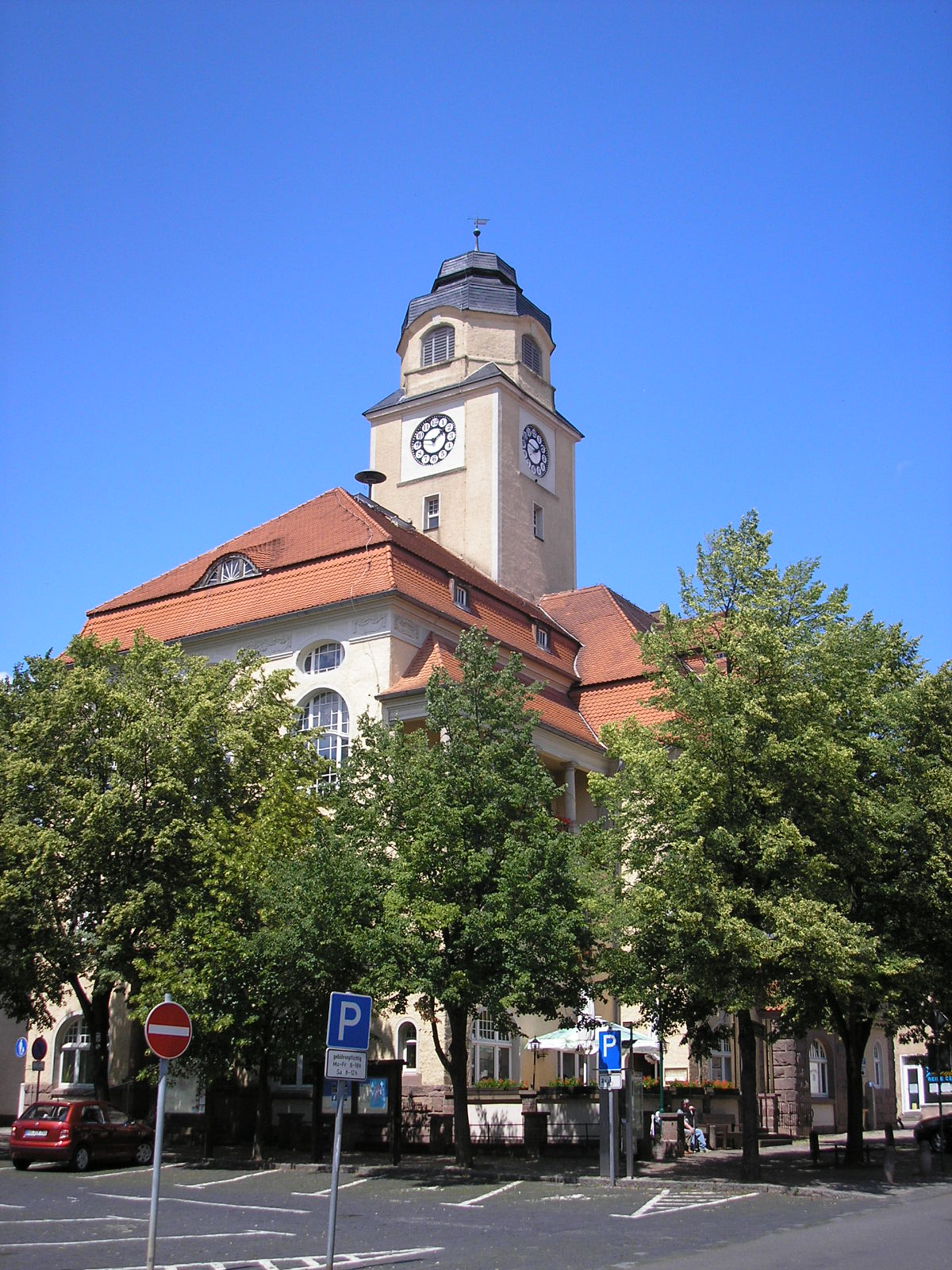
아르테른 시가지

아르테른(독일어: Artern)은 독일 튀링겐주에 위치한 도시로 면적은 24.05km2, 높이는 121m, 인구는 5,533명(2016년 12월 31일 기준), 인구 밀도는 230명/km2이다.
장거하우젠에서 남쪽으로 12km 정도 떨어진 곳에 위치하며 에르푸르트와 장거하우젠을 연결하는 철도 노선이 지나간다. 기계, 설탕, 장화 공장이 입주하고 있으며 15세기 초반에 발견된 소금물 온천으로 유명한 곳이기도 하다.

시 문장